# Conscience de la patrie
Conscience de la patrie (CONDEPA) (en espagnol: Concienca de Patria) est un parti politique nationaliste de Bolivie existant de 1988 à 2002. Durant pratiquement toute l'existence du parti, son chef est le musicien et homme politique, Carlos Palenque.

## Histoire
CONDEPA est fondé à Tiahuanaco le 21 septembre 1988,. Le principal soutien du parti provenait du département de La Paz.
CONDEPA est le premier grand parti bolivien qui fait appel à l'identité culturelle des aymaras, l'un des peuples indigènes du pays. Il a promu les symboles kataristas et usé le drapeau wiphala. Palenque se référait souvent à la culture aymara dans ses campagnes.

### Élections générales de 1997
Aux élections générales de 1997, le parti présente Remedios Loza Alvarado en tant que candidate présidentielle, celle-ci recueille 17,16 % des voix et termine en troisième position. 

### Élections générales de 2002
Pour les élections générales de 2002, CONDEPA présente Nicolás Valdivia comme candidat présidentiel et Esperanza Huanca comme candidate vice-présidentielle. CONDEPA finit par perdre les 22 sièges qu'il possédait préalablement au Congrès national. L'implosion de CONDEPA permet la naissance du Mouvement vers le socialisme d'Evo Morales de gagner la popularité à l'endroit de la population indigène urbaine et pauvre. CONDEPA-Mouvement patriotique perd finalement son inscription auprès du Tribunal national électoral après l'élection de 2002.